# Rabbit Lake Chippewa
Rabbit Lake Chippewa, Chippewa banda s jezera Rabbit Lake u Minnesoti.
Spominju se u ugovorima (1863) koje SAD imaju s Chippewa plemenima Gull Lake, Mille Lac, Sandy Lake, Rabbit Lake, Pokegama Lake (Pokagomin Lake) i Rice Lake, iz Minnesote, s kojima pripadaju (uz još neke) široj skupini Mississippi Chippewa ili Gichi-ziibiwininiwag. Njihovi potomci danas s još nekim srodnim skupinama čine dio White Earth Chippewa na rezervatu White Earth. 

## Vanjske poveznice
- Chippewa Indian Tribe